# Tiểu vùng
Tiểu vùng là 1 phần của 1 vùng lớn hơn hay lục địa và thường được phân chia theo vị trí. Các hướng chính như đông hay đông nam được dùng để phân chia các tiểu vùng.

Các tiểu vùng trên thế giới

## Tiểu vùng theo lục địa

### Lục địa Á-Âu-Phi

#### Châu Phi
- theo Cơ quan thống kê của Liên Hợp Quốc:
  - Đông Phi
  - Trung Phi
  - Bắc Phi
  - Nam Phi
  - Tây Phi
- theo địa lý:
  - Trung Phi
    - Bồn địa Congo
    - Sudan (khu vực) (phần Đông Phi và Tây Phi)
      - Đông Sudan Savanna

  - Đông Phi
    - Sừng châu Phi
    - Sudan (khu vực) (phần Trung Phi và Tây Phi)
      - Đông Sudan Savanna
        - Sudd

  - Bắc Phi
    - Sa mạc Sahara
      - Maghreb

    - Sahel

  - Nam Phi
  - Đông Phi
    - Sudan (khu vực) (phần Trung Phi và Đông Phi)
      - Tây Sudan Savanna
- theo địa chính trị:
  - Liên đoàn Ả Rập (còn được gọi là Thế giới Ả Rập)
  - Trung Đông mở rộng (bao gồm Trung Đông và Trung Á)
    - Sừng châu Phi
    - Trung Đông (còn được gọi là Cận Đông)
      - Bán đảo Ả Rập

    - Bắc Phi
    - Trung Á

  - Châu Phi hạ Sahara

#### Lục địa Á-Âu

##### Châu Á
- theo Cơ quan thống kê của Liên Hợp Quốc:
  - Trung Á
  - Đông Á
  - Đông Nam Á
  - Nam Á
  - Tây Á
- theo địa lý:
  - Trung Á
    - Thung lũng Ấn

  - Đông Á
    - Đại Trung Hoa
      -  Trung Quốc
        -  Hồng Kông
        -  Ma Cao
        - Trung Quốc đại lục
          - Hoa Đông
          - Hoa Bắc
          - Đông Bắc Trung Quốc
          - Trung Nam Trung Quốc
            - Hoa Trung
            - Hoa Nam

          - Miền Tây Trung Quốc
            - Tây Bắc Trung Quốc
            - Tây Nam Trung Quốc

      -  Đài Loan

    -  Mông Cổ
    - Đông Bắc Á
      -  Nhật Bản
      - Mãn Châu
        - Đông Nội Mông
        - Đông Bắc Trung Quốc
        - Ngoại Mãn Châu
        - Sakhalin

      - Bán đảo Triều Tiên
        -  Cộng hòa Dân chủ Nhân dân Triều Tiên
        -  Hàn Quốc

  - Bắc Á (còn được gọi là Siberia)
    - Viễn Đông Nga
      - Ngoại Mãn Châu
      - Sakhalin

  - Nam Á
    - Cao nguyên Deccan/Nam Ấn Độ
    - Himalaya
    -  Ấn Độ
      - Nam Ấn Độ
      - Đông Bắc Ấn Độ
      - Bắc Ấn Độ
      - Nam Ấn Độ
      - Tây Ấn Độ

    - Đồng bằng Ấn-Hằng
    - Sơn nguyên Iran
    - Danh sách các quốc gia và vùng lãnh thổ ở Ấn Độ Dương

  - Đông Nam Á
    - Bán đảo Đông Dương
      - Bán đảo Mã Lai

    - Đông Nam Á hải đảo

  - Tây Á (còn được gọi là Tây Nam Á)
    - Tiểu Á
    - Kurdistan
    - Levant
    - Lưỡng Hà
    - Bán đảo Ả Rập
    - Kavkaz
      - Bắc Kavkaz
      - Nam Kavkaz
- theo địa chính trị:
  - Liên đoàn Ả Rập
  - Viễn Đông
    -  Hiệp hội các quốc gia Đông Nam Á (ASEAN)
    - Trung Quốc bản thổ
    - Viễn Đông Nga

  - Trung Đông mở rộng (bao gồm Sừng châu Phi và Bắc Phi)
    - Sừng châu Phi
    - Trung Đông (còn gọi là Cận Đông)
    - Bắc Phi
    - Trung Á

  - Tiểu lục địa Ấn Độ
- theo nền kinh tế:
  - Liên đoàn Ả Rập
  - Cộng đồng Kinh tế Á Âu 
  - Tiểu vùng Sông Mekong Mở rộng
  - Bắc và Nam Trung Quốc
- theo văn hóa: 
  - Thế giới phương Đông
  - Ấn Độ mở rộng
  - Thế giới Hồi giáo
    - Liên minh Ả Rập

  - Bắc và Nam Trung Quốc
- theo tôn giáo:
  - Các tôn giáo khởi nguồn từ Abraham 
  - Tôn giáo phương Đông
    - Tôn giáo xuất phát từ Ấn Độ
    - Đạo giáo

##### Châu Âu
- theo Cơ quan thống kê của Liên Hợp Quốc:
  - Đông Âu - bao gồm cả Bắc Á (Siberia) và Trung Âu
  - Bắc Âu - bao gồm cả Quần đảo Anh
  - Nam Âu
  - Tây Âu - bao gồm cả  Đức
- theo nền kinh tế:
  - CEFTA
  - CISFTA
  - Liên minh Thuế quan Á Âu 
  - Cộng đồng Kinh tế Á Âu
  - Khu vực kinh tế châu Âu 
  - EUCU
  - Hiệp hội Mậu dịch tự do châu Âu 
  - Khu vực đồng euro
- theo địa chính trị:
  - Thế giới phương Tây
    -  Liên minh châu Âu
- theo bán đảo:
  - Bán đảo Balkan
  - Bán đảo Iberia
  - Bán đảo Ý
  - Bán đảo Scandinavia

### Châu Mỹ
- theo Cơ quan thống kê của Liên Hợp Quốc:
  - Mỹ Latinh và Vùng Caribe
    - Vùng Caribe
    - Mỹ Latinh
      - Trung Mỹ – bao gồm cả  México
      - Nam Mỹ

  - Bắc Mỹ
- theo văn hóa:
  - Mỹ Ănglê 
  - Mỹ Latinh
  - Mỹ Latinh
    - Châu Mỹ Tây Ban Nha

### Châu Đại Dương
- theo Cơ quan thống kê của Liên Hợp Quốc:
  -  Úc và  New Zealand
  - Melanesia - bao gồm cả  New Caledonia và New Guinea
  - Micronesia
  - Polynesia
- theo địa lý:
  - Australasia
    - Châu Úc
      -  Úc
        -  Quần đảo Ashmore và Cartier
        -  Lãnh thổ Thủ đô Úc
        -  Đảo Giáng Sinh
        -  Quần đảo Cocos (Keeling)
        -  Quần đảo Biển San hô
        - Lãnh thổ Vịnh Jervis
        -  New South Wales
        -  Lãnh thổ Bắc Úc
        -  Queensland
        -  Nam Úc
        -  Tasmania
        -  Victoria
        -  Tây Úc

      - New Guinea
        -  Papua New Guinea
        - Tây Papua ( Indonesia)

    - Zealandia 
      - Rạn san hô Elizabeth
      - Rạn san hô Middleton
      - Đảo Lord Howe
      -  New Caledonia
      -  New Zealand
      -  Đảo Norfolk

  - Quần đảo Thái Bình Dương
    - Melanesia
    - Micronesia
    - Polynesia